# Manuel Santolaya Juesas
Manuel Santolaya Juesas (Viver, 22 de desembre de 1916 - Castelló de la Plana, 1995) fou un polític socialista valencià, diputat a les Corts Espanyoles durant la legislatura constituent.

## Biografia
Treballador del ram de la fusta, inicialment milità en el republicanisme fins que el 1932 es va afiliar a les Joventuts Socialistes d'Espanya, de la que en fou secretari a Viver. En 1934 es va afiliar a l'Agrupació Socialista del PSOE valencià. Després de la guerra civil espanyola fou bandejat un temps a la província de Zamora. En 1962 marxà a València, on va formar part de les xarxes clandestines de la UGT i del PSOE. El 1976 es va integrar al Cercle Socialista del Grau i a les eleccions generals espanyoles de 1977 fou elegit diputat pel PSOE per la província de València. Després va formar part de l'agrupació local de Viver del PSPV-PSOE fins a la seva mort.